# دير بينديكتين تومليلين السابق
دير تومليلين (بالفرنسية: Ancien Monastère Bénédictin de Toumliline)‏ هو دير مسيحي كاثوليكي فرنسي يرجع إلى فترة الاستعمار الفرنسي بالمغرب، يوجد بالأطلس المتوسط، جهة فاس مكناس، وتحديدا نواحي مدينة أزرو بإقليم إيفران. تم تأهيله سنة 2022 ليصبح موقعا سياحيا.

## أصل التسمية

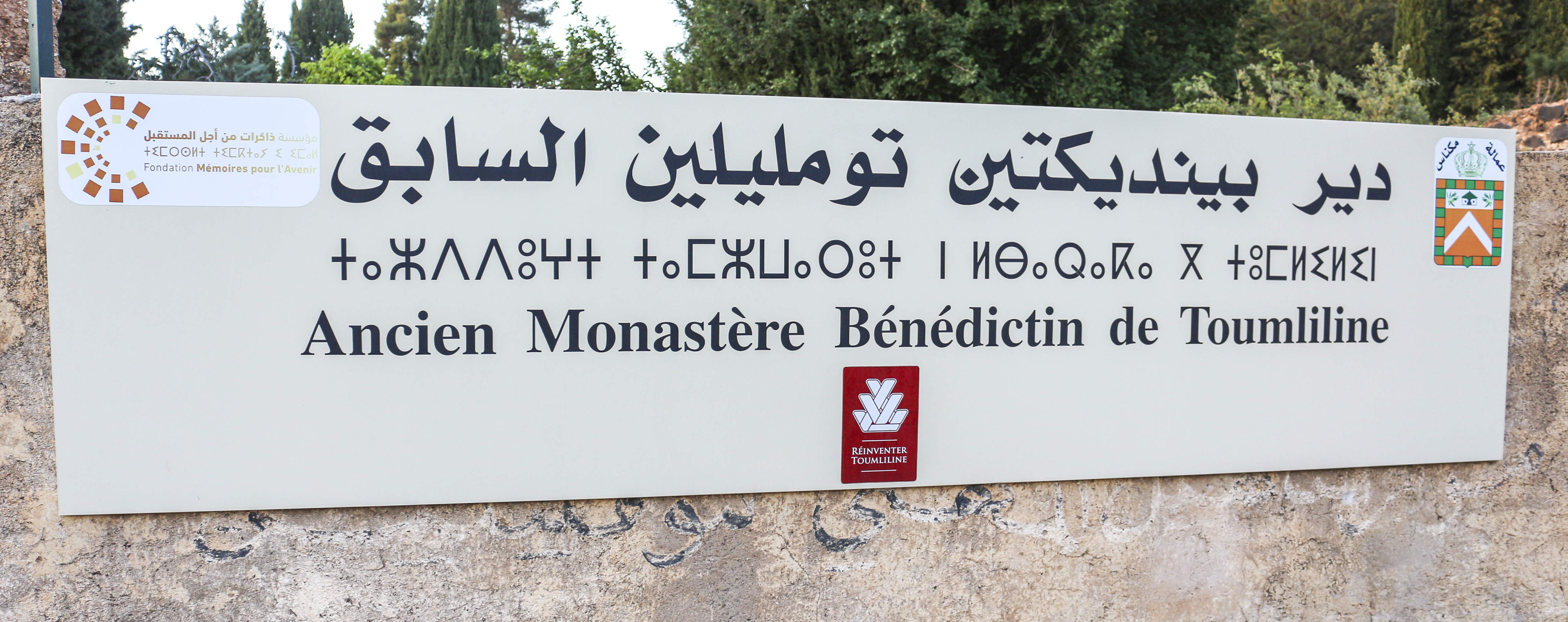

سمي دير تومليلين بهذا الاسم الأمازيغي نسبة إلى الحجارة الكلسية البيضاء التي تنتشر في محيطه، حيث إن تومليلين أو تيملالين ومفردها تملالت أو توملليت تعني البيضاء باللغة الأمازيغية. ينسب هذا الدير إلى عين ماء تحمل نفس الاسم.

## التاريخ

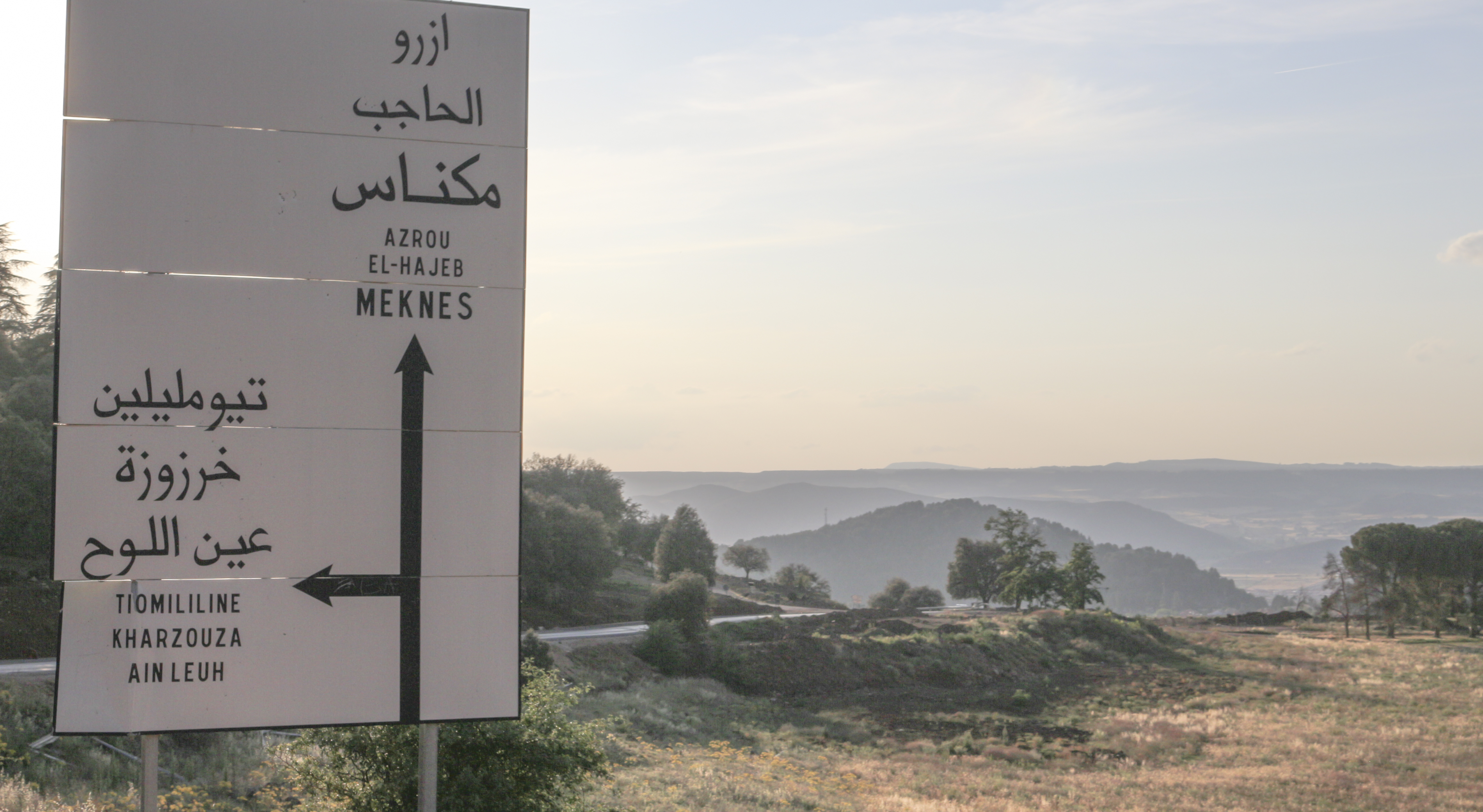
بداية طريق تومليلين خارج مدينة أزرو.

بدأ العمل في دير تومليلين في أكتوبر من سنة 1952، وذلك عندما قدم إليه عشرون راهبا من الجنوب الفرنسي، حيث كان في الأصل عبارة عن مدرسة للبنين قبل توسيعها وتحويلها إلى دير. يرجع الفضل في تأسيس دير تومليلين إلى السفير الرسولي لوفيفر الذي عينه البابا بيوس الثاني عشر رئيسا لأساقفة الرباط، حيث باشر أعمال إنشاء الدير بعد إذن من الملك الراحل محمد الخامس.
أغلق دير تومليلين بشكل نهائي سنة 1968، بعد أن كان ملتقى للتعايش وحوار الأديان. ترجع أسباب الإغلاق حسب البعض إلى الاتهام بالتبشير، ولكن السبب الحقيقي كان هو الحاجة إلى الموارد المالية، والدليل على ذلك أن أديرة أخرى استمرت في عملها بعد ذلك. تفسيرات أخرى يعزي الإغلاق إلى ضعف التواجد المسيحي بالمغرب منذ استقلاله، أو إلى أسباب سياسية تتجلى في الضغوط الممارسة على ممثلي المسيحية بالمغرب.

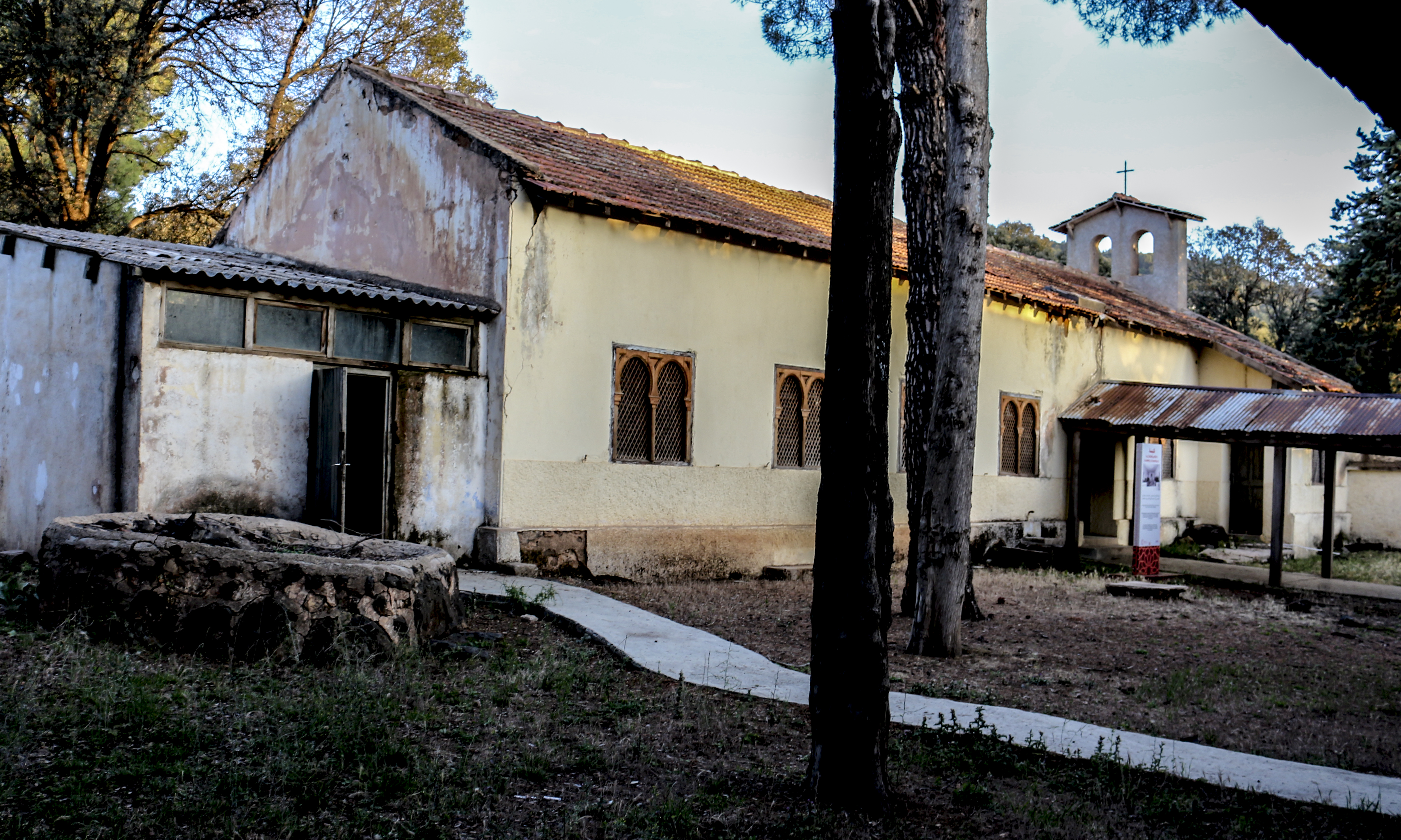

## التأهيل
أصبح دير تومليلين سنة 2022 موقعا سياحيا بعد أن تكلفت مؤسسة "ذاكرات من أجل المستقبل" بتأهيله وتثمينه لاستقبال الزوار والحفاظ على الذاكرة. تم تأهيل الدير بفضل اتفاقية شراكة بين قطاع المياه والغابات ومؤسسة "ذاكرات من أجل المستقبل" سنة 2022 كتراث تاريخي ياسهم في تثمين السياحة.

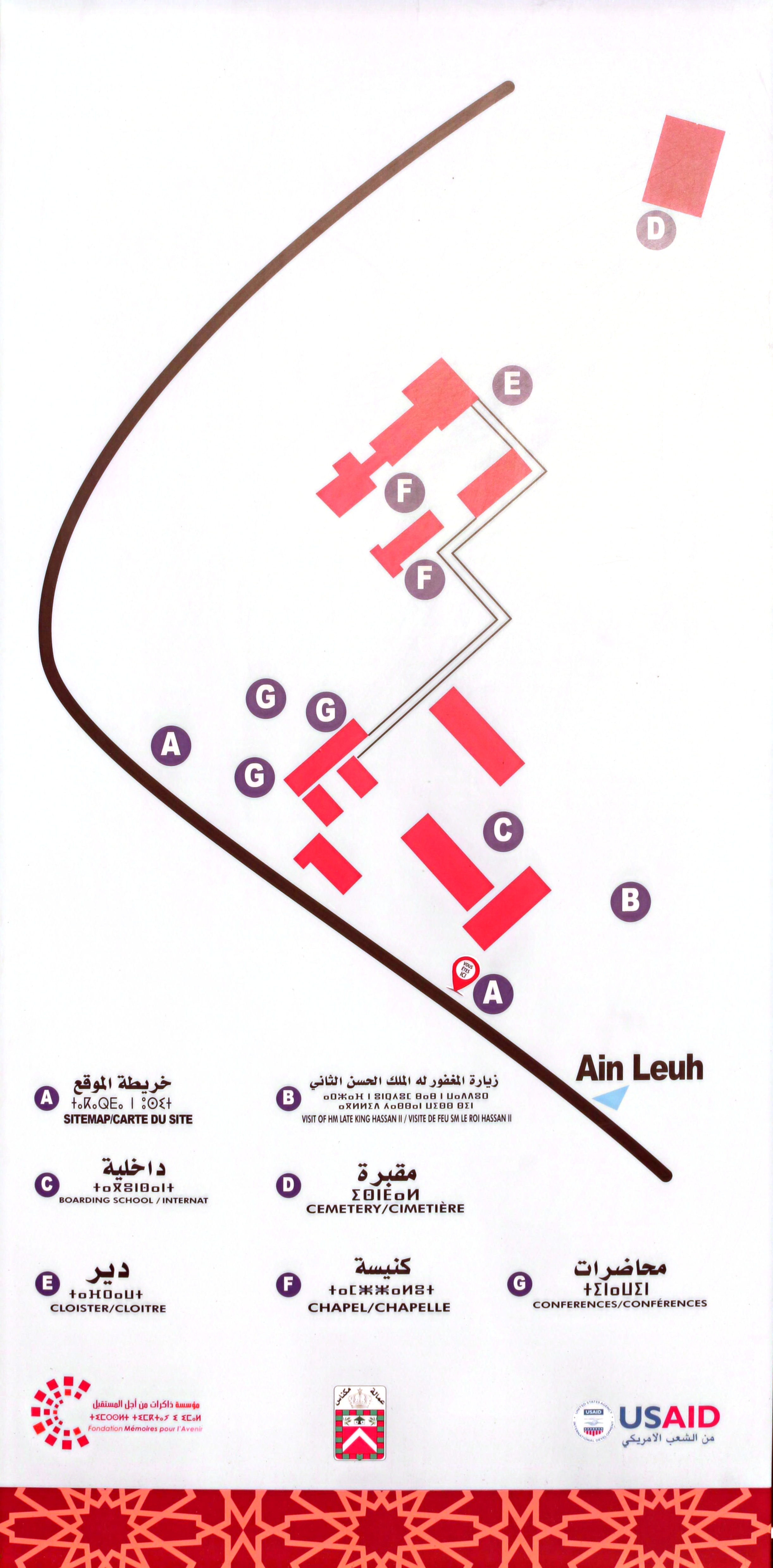
تصميم الموقع

### تصميم الموقع
بعد تأهيل الدير، أصبح ينقسم إلى 7 أجنحة كما يلي:
- الجناح أ: خريطة الموقع
- الجناح ب: زيارة المغفور له الملك الحسن الثاني
- الجناح ج: داخلية
- الجناح د: مقبرة
- الجناح ه: دير
- الجناح و: كنيسة
- الجناح ز: محاضرات [16]

## معرض الصور

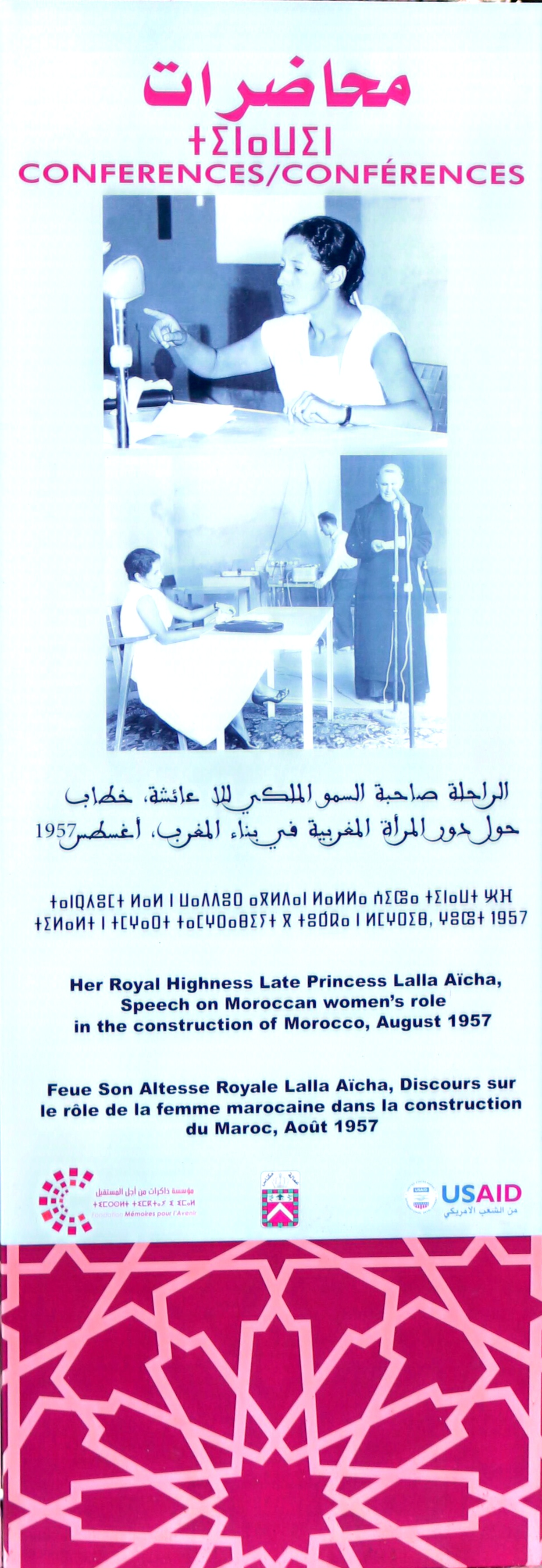
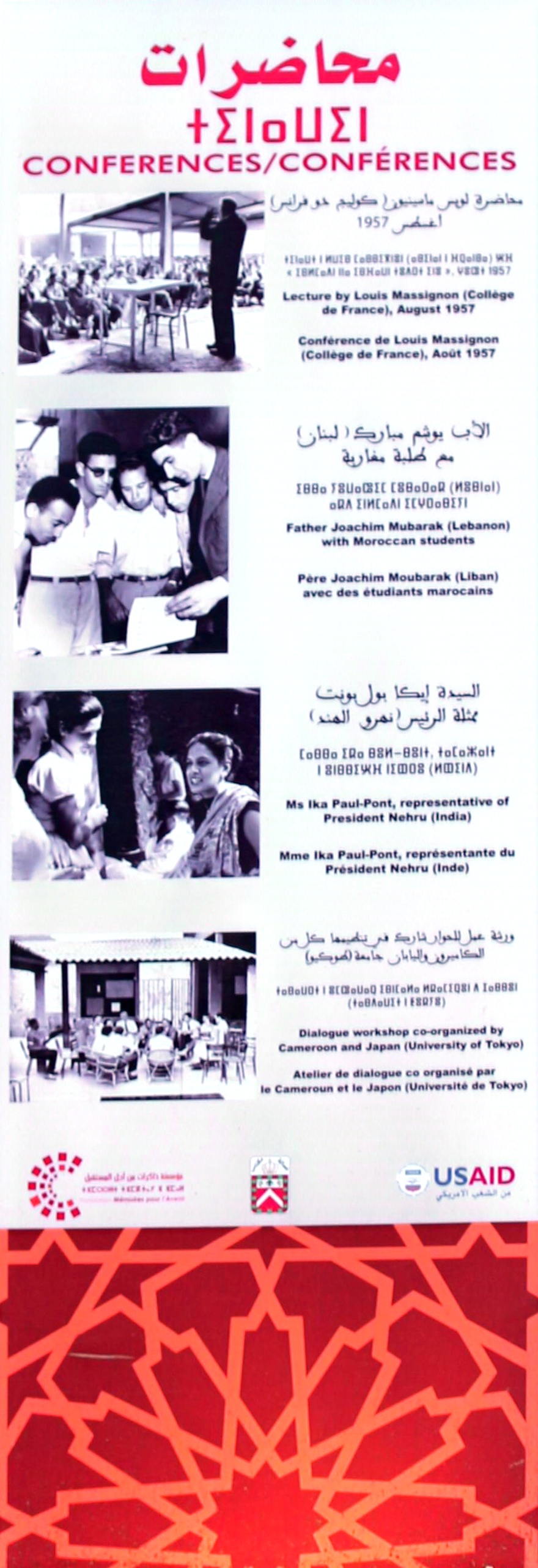
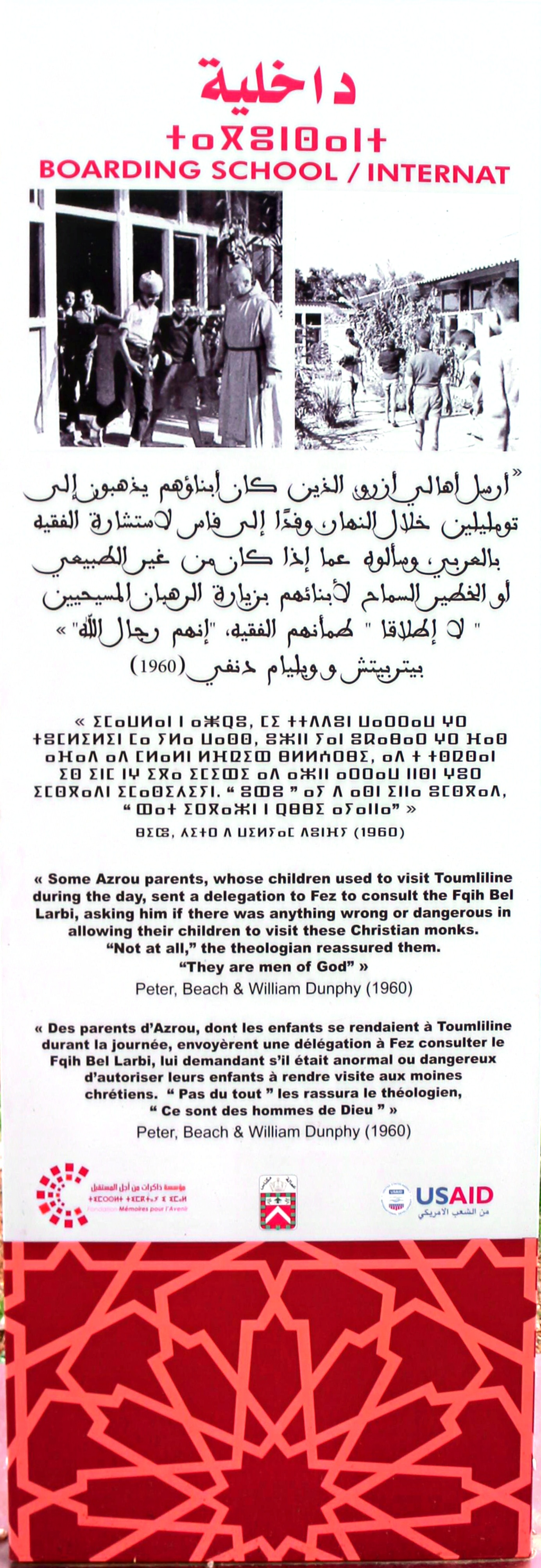
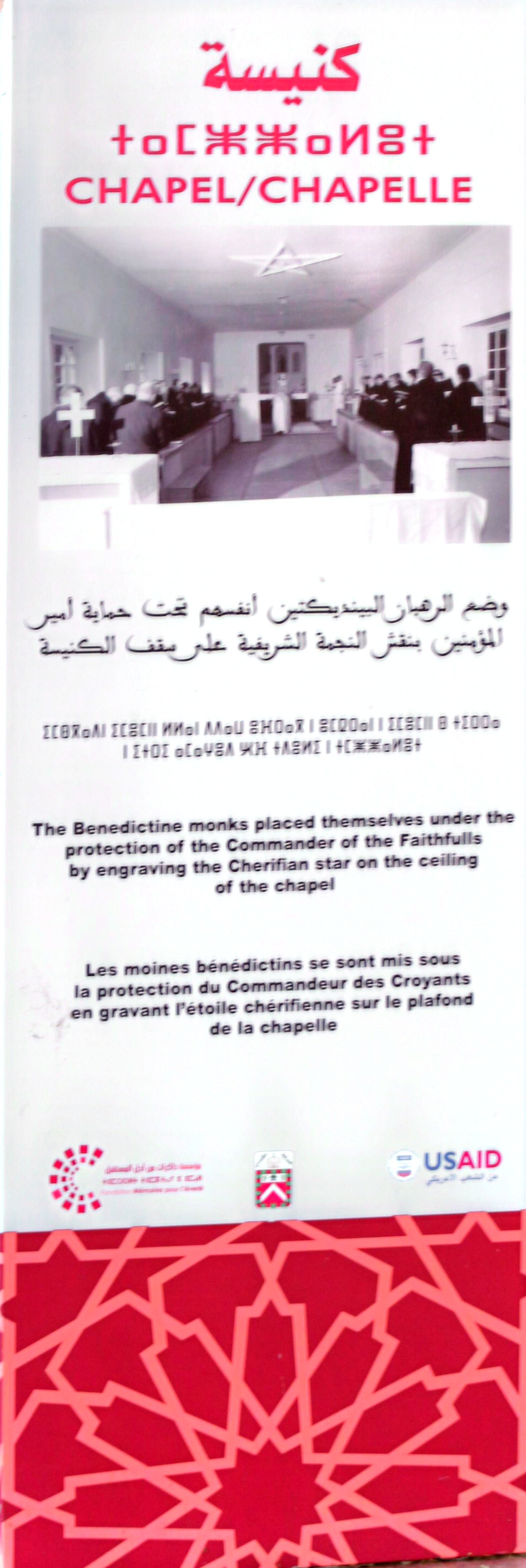
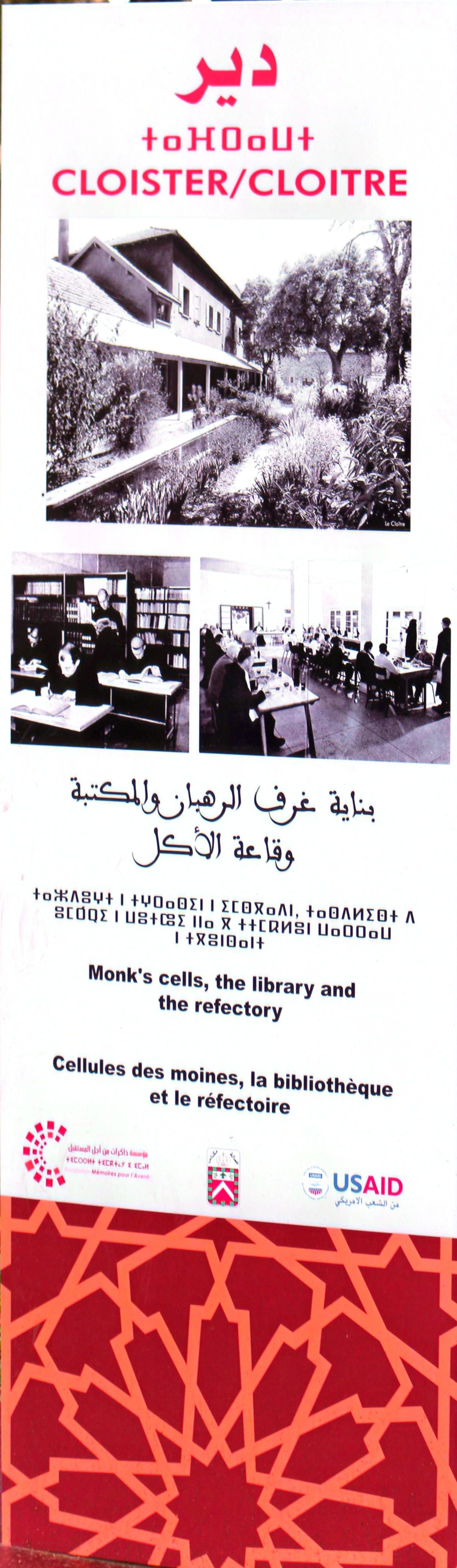
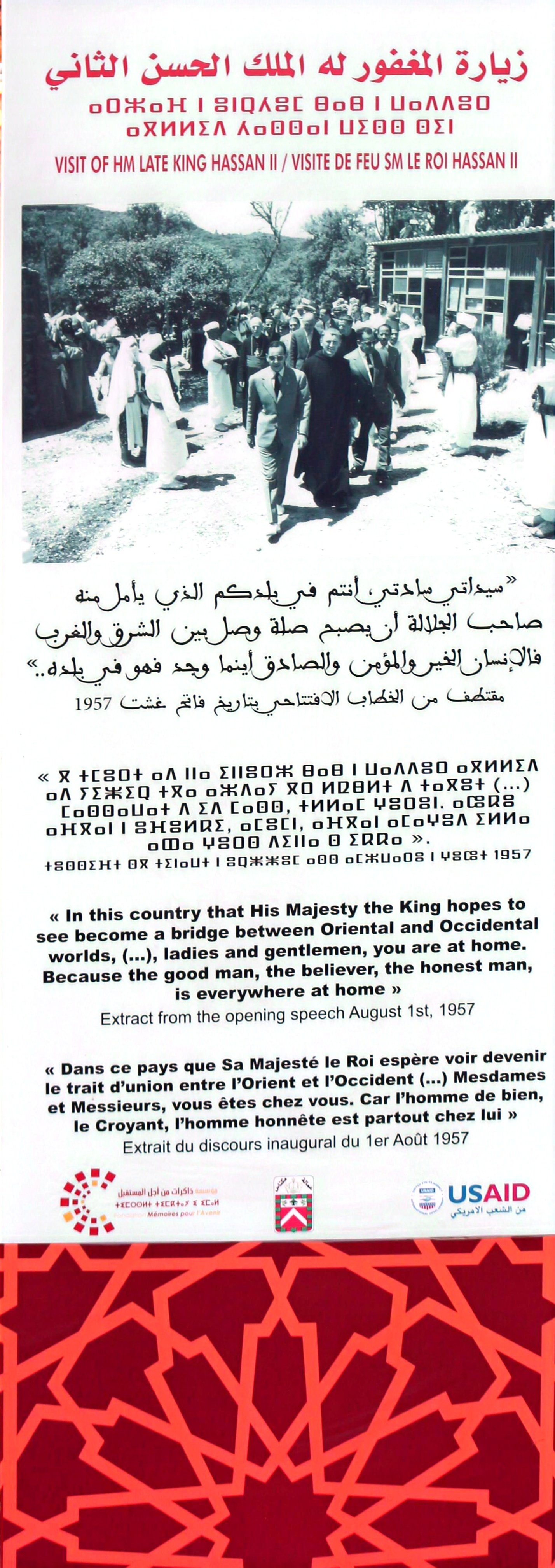
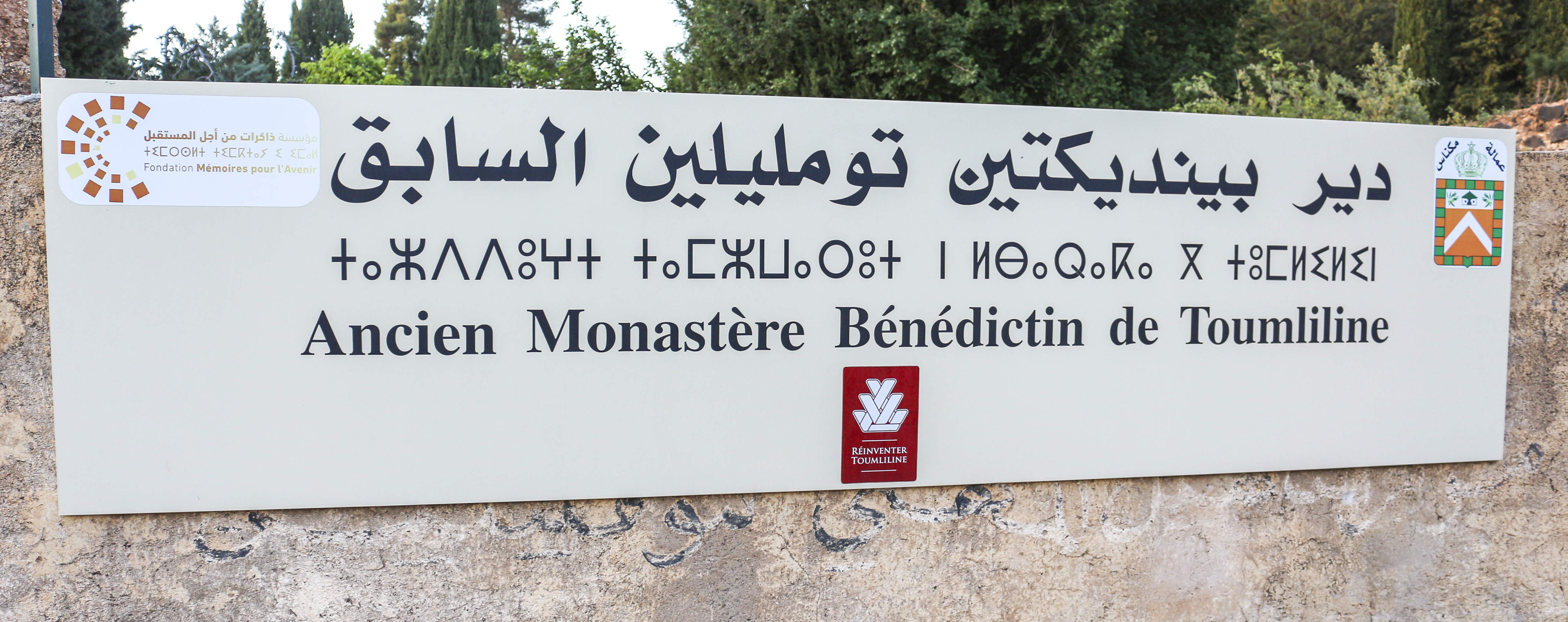
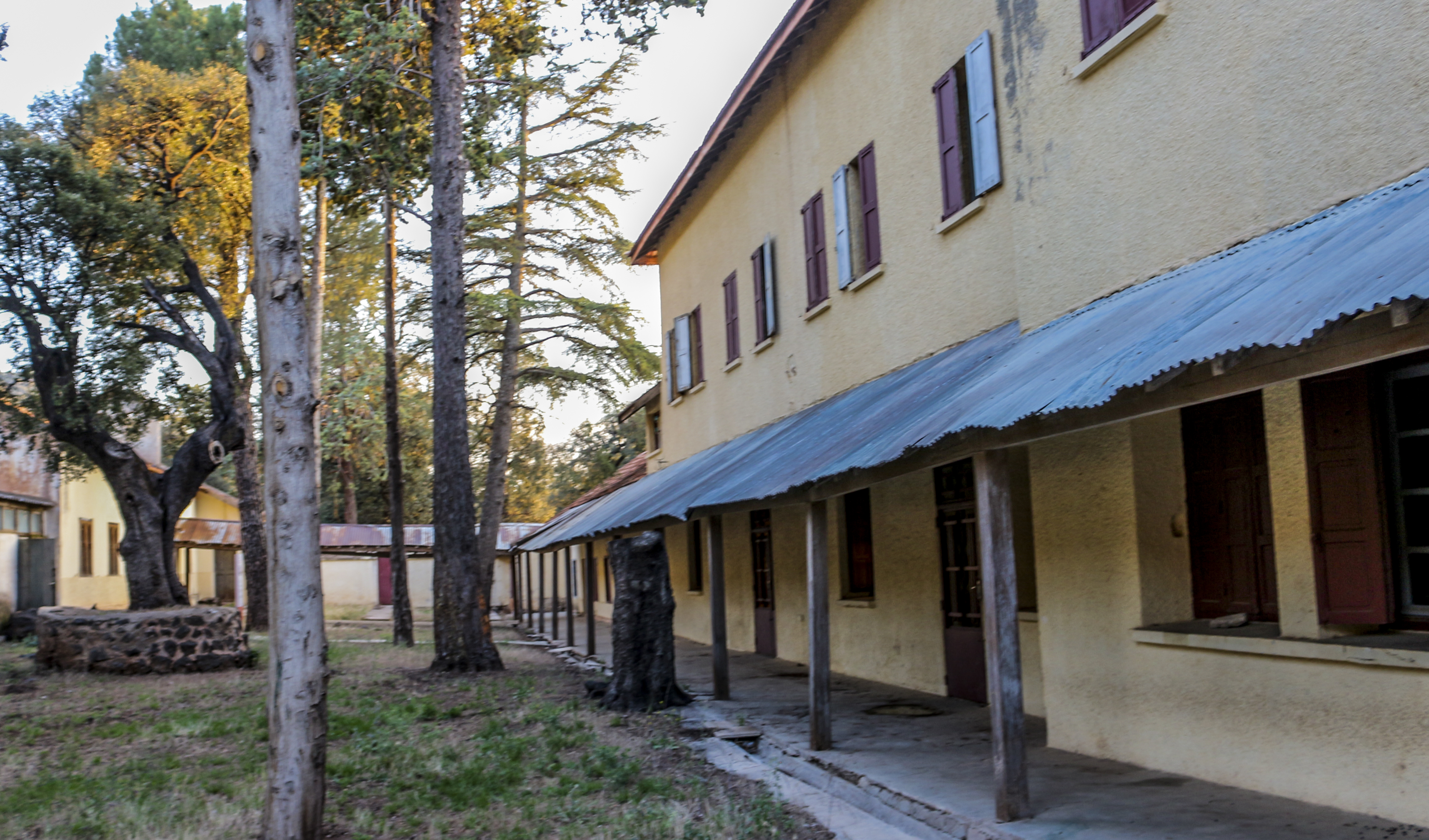
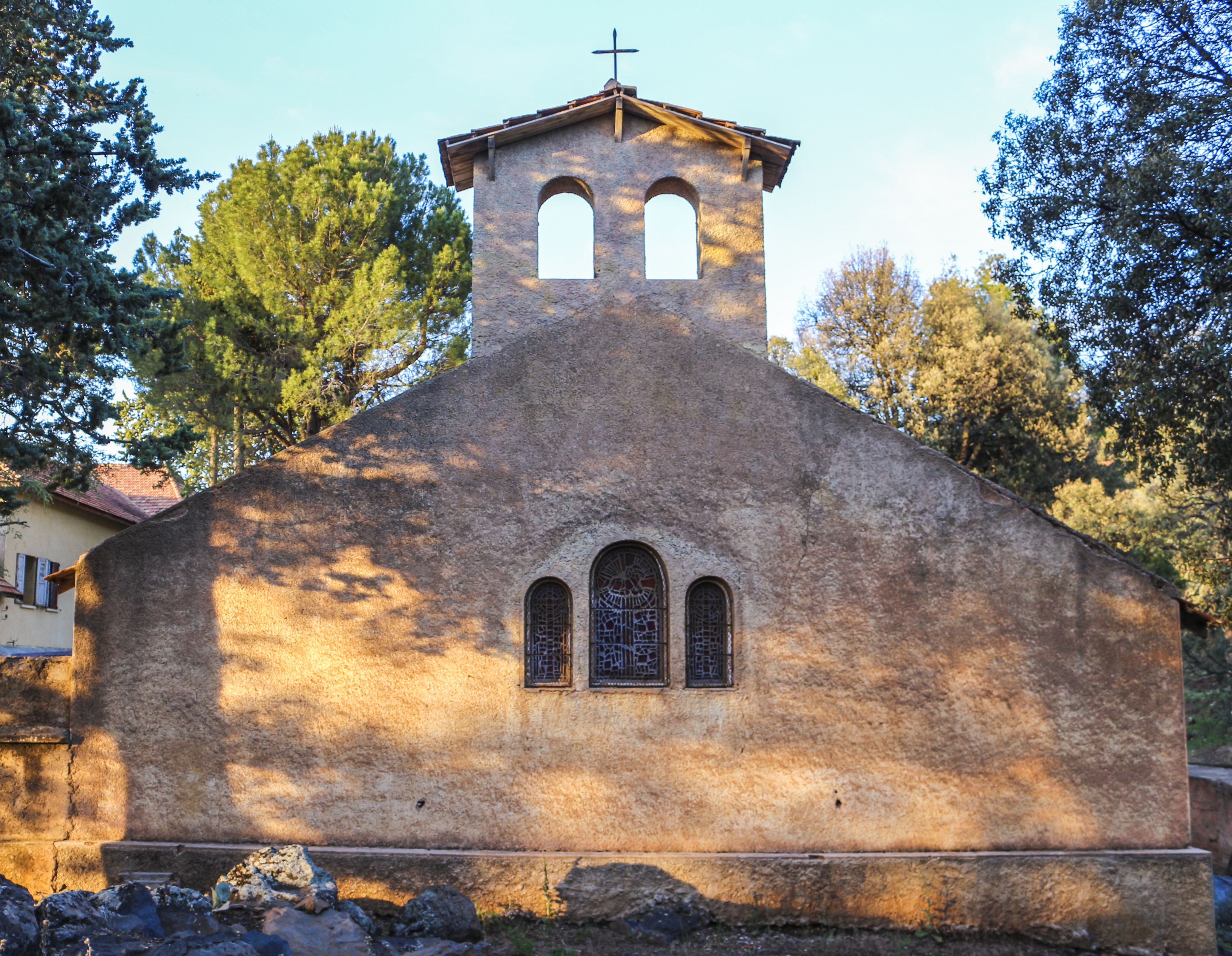
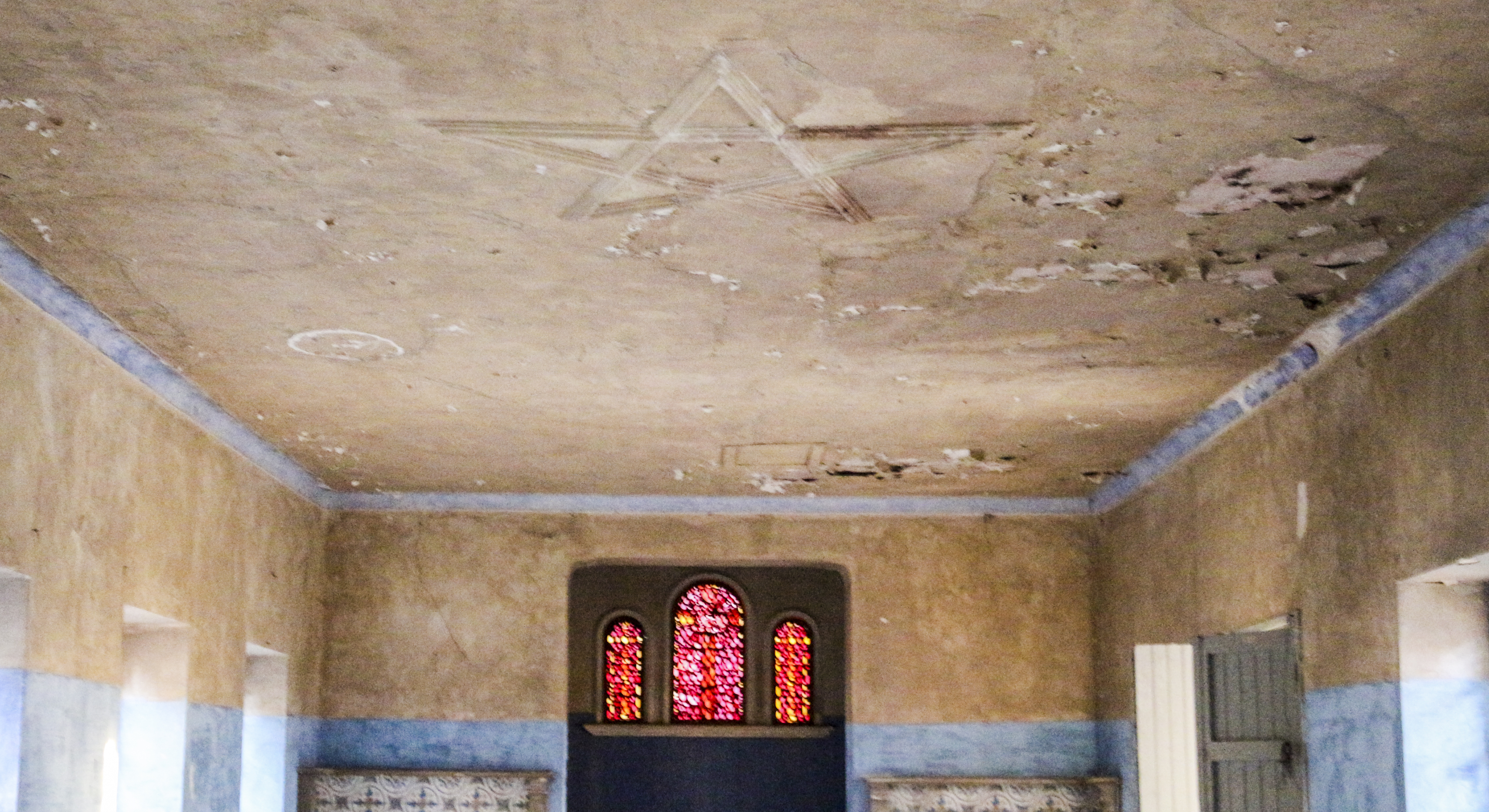
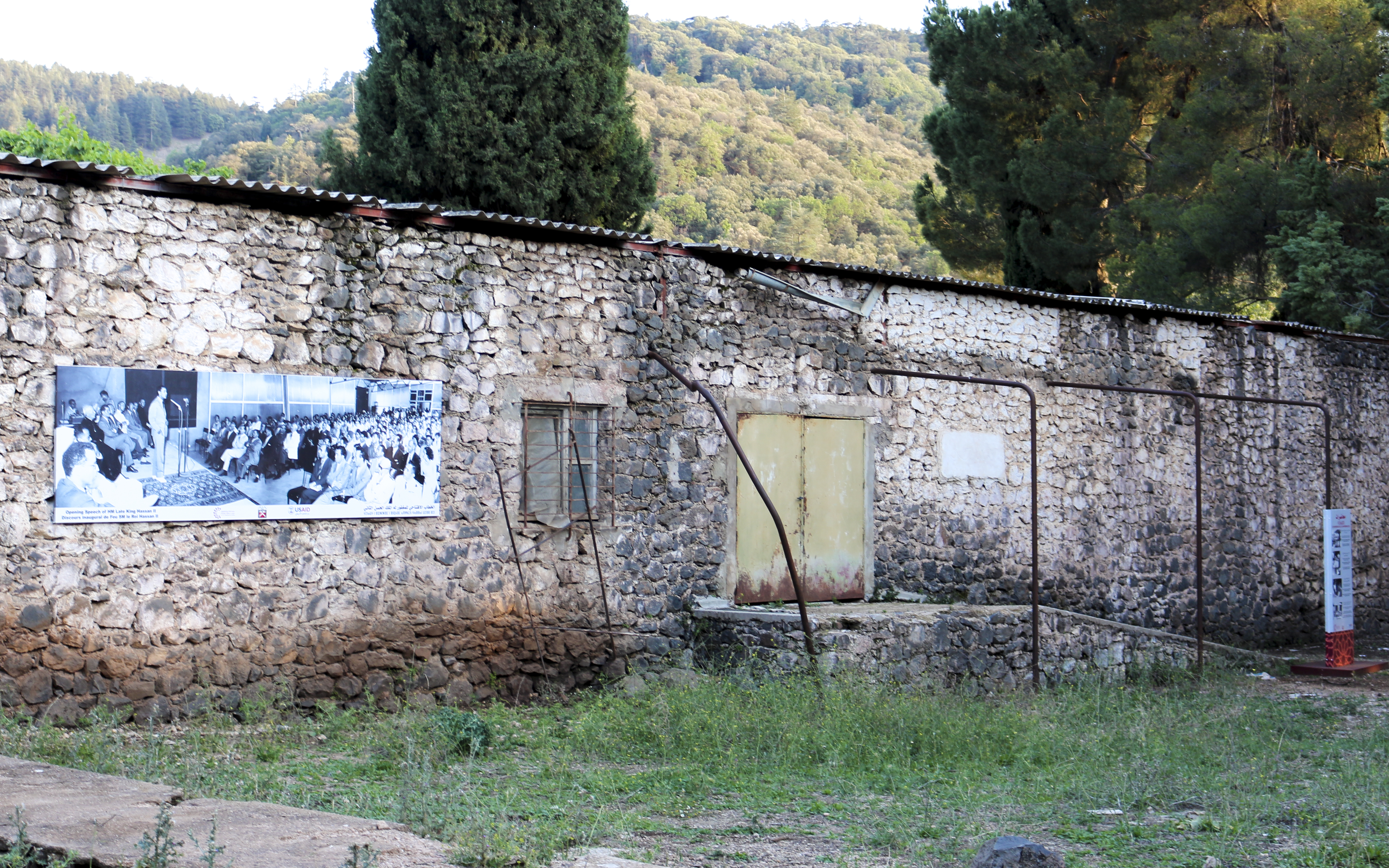
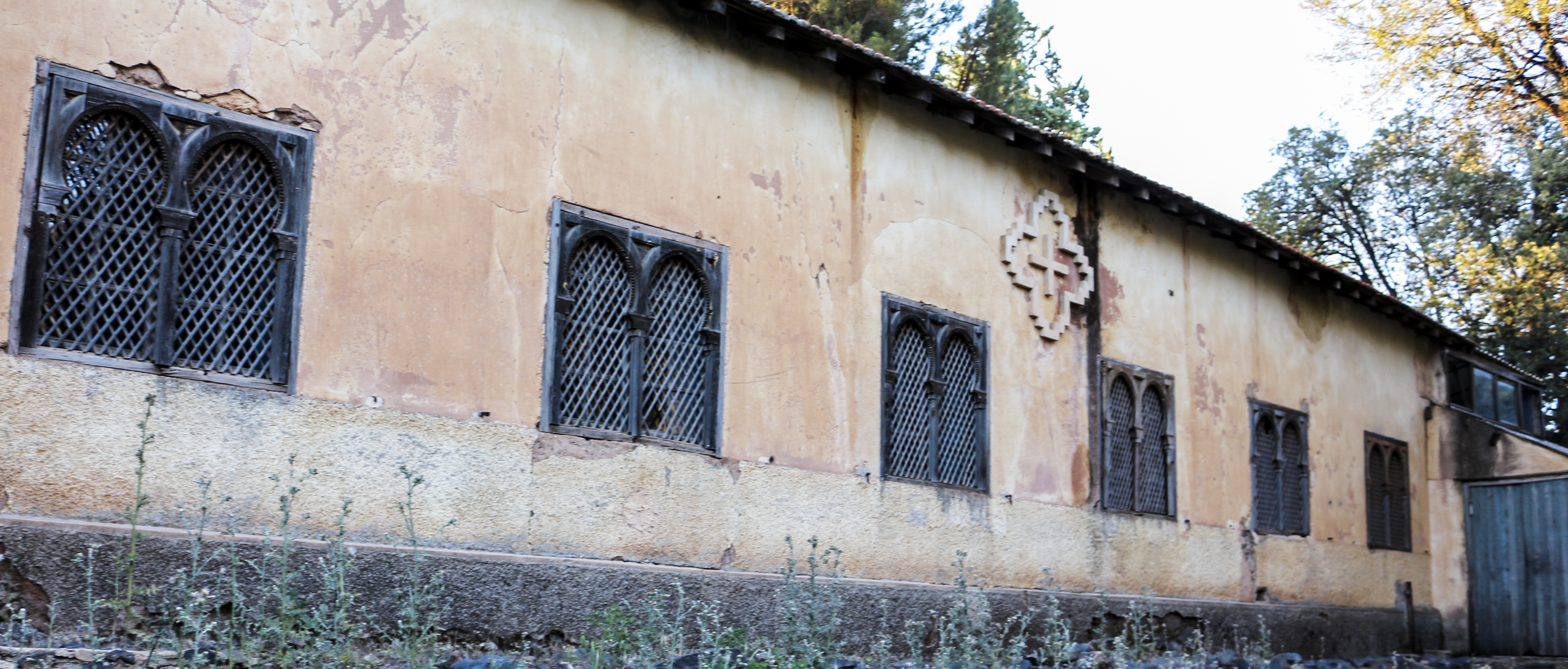
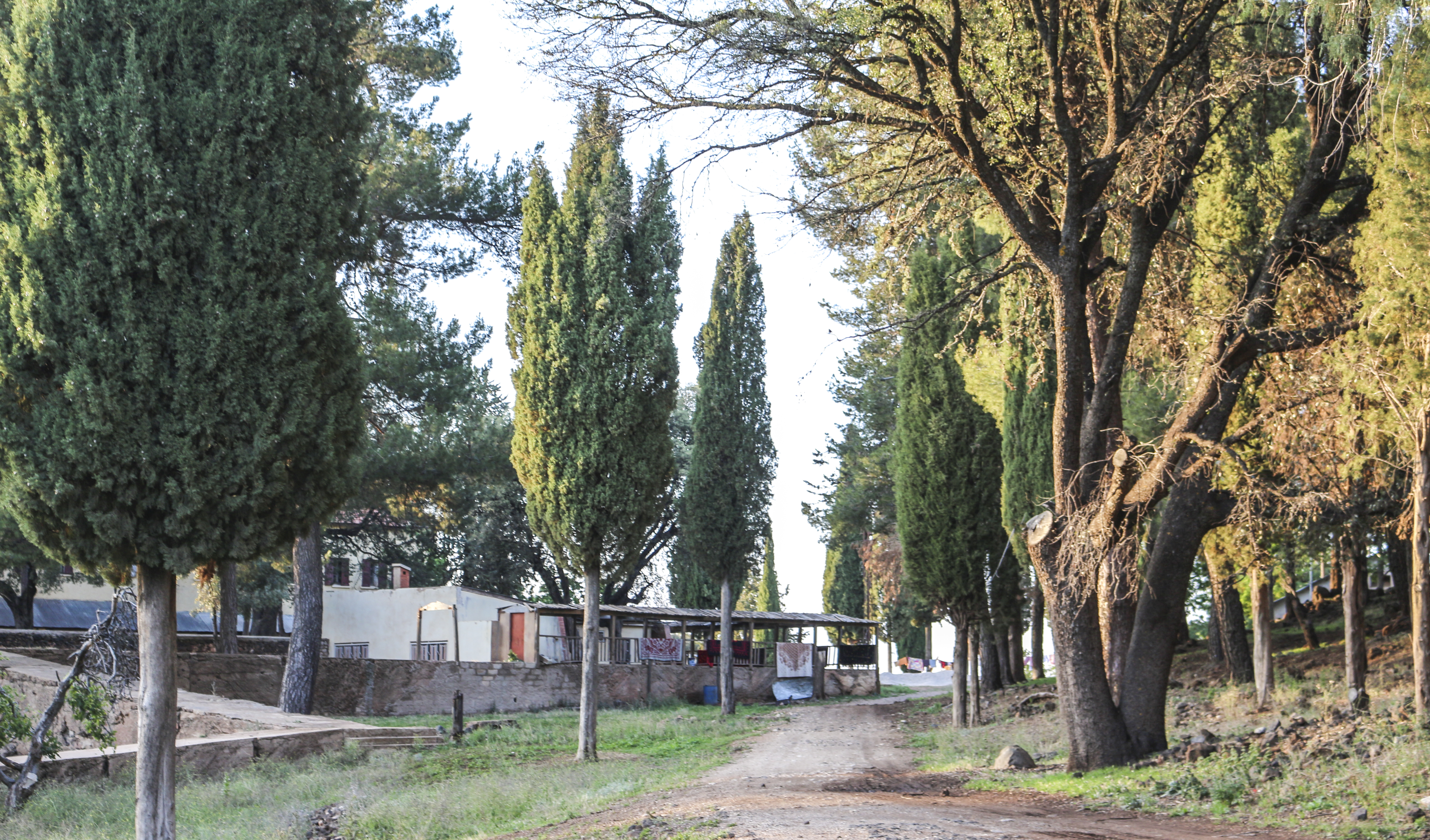